# Christian Otto Mohr
Christian Otto Mohr (ur. 8 października 1835 w Wesselburen, zm. 2 października 1918 w Dreźnie) – niemiecki inżynier, wynalazca metody graficznego obliczania wytrzymałości konstrukcji.
Stworzył on jedną z podstawowych hipotez wytrzymałościowych, pierwszy podał równanie odkształconej osi belki zginanej. Zajmował się zagadnieniem belek ciągłych, ustalając dla ich obliczania równanie trzech momentów i podając jego wykreślne rozwiązanie. Opracował graficzne przedstawienie naprężeń w danym punkcie – wykres ten nosi nazwę koła Mohra.